# Jizerská tabule
Jizerská tabule je geomorfologický celek ve střední a severozápadní části Středočeské tabule. Zaujímá části okresů Mladá Boleslav, Mělník, Nymburk ve Středočeském kraji a okresu Česká Lípa v Libereckém kraji. Nejvyšším vrcholem je Rokytská horka (410 m).

## Poloha
Jizerská tabule má zhruba tvar šipky ukazující k jihu podél toku řeky Jizery. Na severu sahá zhruba na úroveň Turnova (který ale leží na východě už na území Jičínské pahorkatiny, na jihu téměř až k soutoku s Labem u Čelákovic. Směrem na jih prochází hranice Mladou Boleslaví. Ramena šipky sahají zhruba od Mělníka na západě po Rožďalovice na východě. Celek sousedí na severozápadě s Ralskou pahorkatinou, na východě s Jičínskou pahorkatinou, na jihu se Středolabskou tabulí a na západě krátce s Dolnooharskou tabulí.

## Charakter a geologie
Jizerská tabule je složená ze svrchnokřídových pískovců, písčitých slínovců, jílovců a prachovců. V severní části území, zejména v Bělské tabuli, se vyskytují i neovulkanické čedičové suky. Celek tvoří erozně denudační reliéf s rozsáhlými výškově konstantními plošinami, rozčleněnými na většině území výraznými údolními zářezy, zpravidla bez stálých vodních toků, místy s mělkými sníženinami. V severní části je reliéf krajiny členitější, zatímco směrem na jih se zarovnává. Území je pokryto kulturní krajinou s převahou menších obcí, značné procento půdy je obdělávané, na písčitých půdách se rozkládají borové lesy.

## Geomorfologické členění
Celek Jizerské tabule má v geomorfologickém členění dva podcelky, Středojizerská tabule (dle Jaromíra Demka VIB-2A) na severu a Dolnojizerská tabule (VIB-2B) na jihu. Tyto podcelky se dále člení do celkem šesti okrsků:
| Geomorfologické členění Jizerské tabule                                | Geomorfologické členění Jizerské tabule | Geomorfologické členění Jizerské tabule |
| ---------------------------------------------------------------------- | --------------------------------------- | --------------------------------------- |
| ČESKÁ VYSOČINA • Česká tabule • Středočeská tabule                     |                                         |                                         |
| STŘEDOJIZERSKÁ TABULE                                                  | Bělská tabule                           | Rokytská horka (410 m)                  |
| STŘEDOJIZERSKÁ TABULE                                                  | Skalská tabule                          | Horka (385 m)                           |
| DOLNOJIZERSKÁ TABULE                                                   | Košátecká tabule                        | Kurfirstský vrch (304 m)                |
| DOLNOJIZERSKÁ TABULE                                                   | Luštěnická kotlina                      | Lánský kopec (221 m)                    |
| DOLNOJIZERSKÁ TABULE                                                   | Jabkenická plošina                      | Zámrsky (280 m)                         |
| DOLNOJIZERSKÁ TABULE                                                   | Vrutická pahorkatina                    | Benátecký vrch (251 m)                  |
| PROVINCIE • Subprovincie • Oblast / Celek / PODCELEK • Okrsek • Vrchol |                                         |                                         |

## Významné vrcholy
- Rokytská horka (410 m), Středojizerská tabule
- Jezovská horka (400 m), Středojizerská tabule
- Radechov (392 m), Středojizerská tabule
- Orlí (381 m), Středojizerská tabule
- Lysá hora (365 m), Středojizerská tabule
- Bezvel (340 m), Středojizerská tabule
- Horka u Mečeříže (290 m), Dolnojizerská tabule

## Větší města
Na území celku leží části okresních měst Mladá Boleslav a Mělník. Z dalších měst tu jsou Benátky nad Jizerou, Bělá pod Bezdězem, Mšeno a částečně Lysá nad Labem.

## Vodopis
Střed území odvodňuje řeka Jizera s jejími přítoky (Bělá a Strenický potok). Okrajová území odvodňují přítoky Labe, na východě horní Vlkava, na západě Košátecký potok a dolní Pšovka.

## Fotogalerie

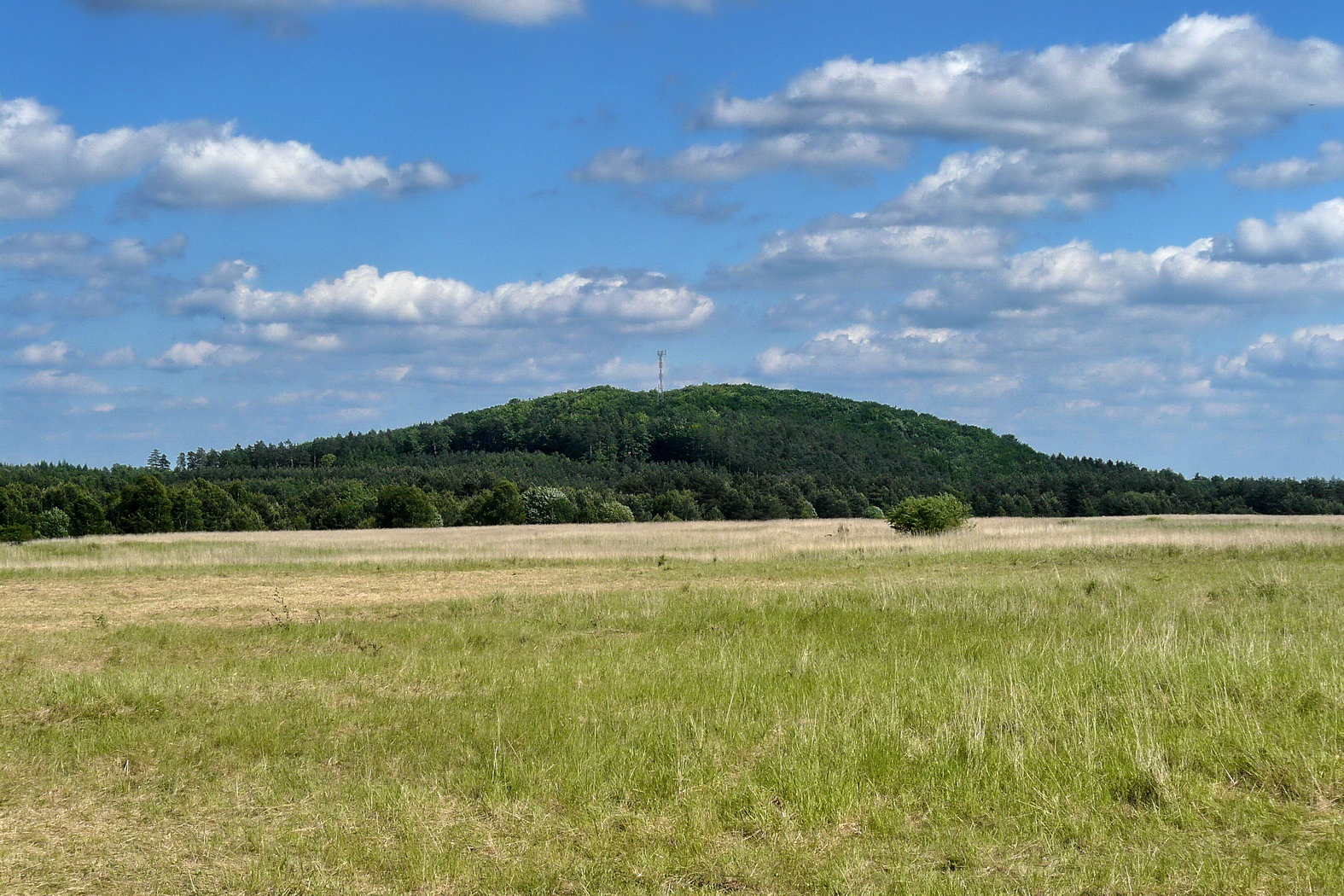
Jezovská horka od severozápadu
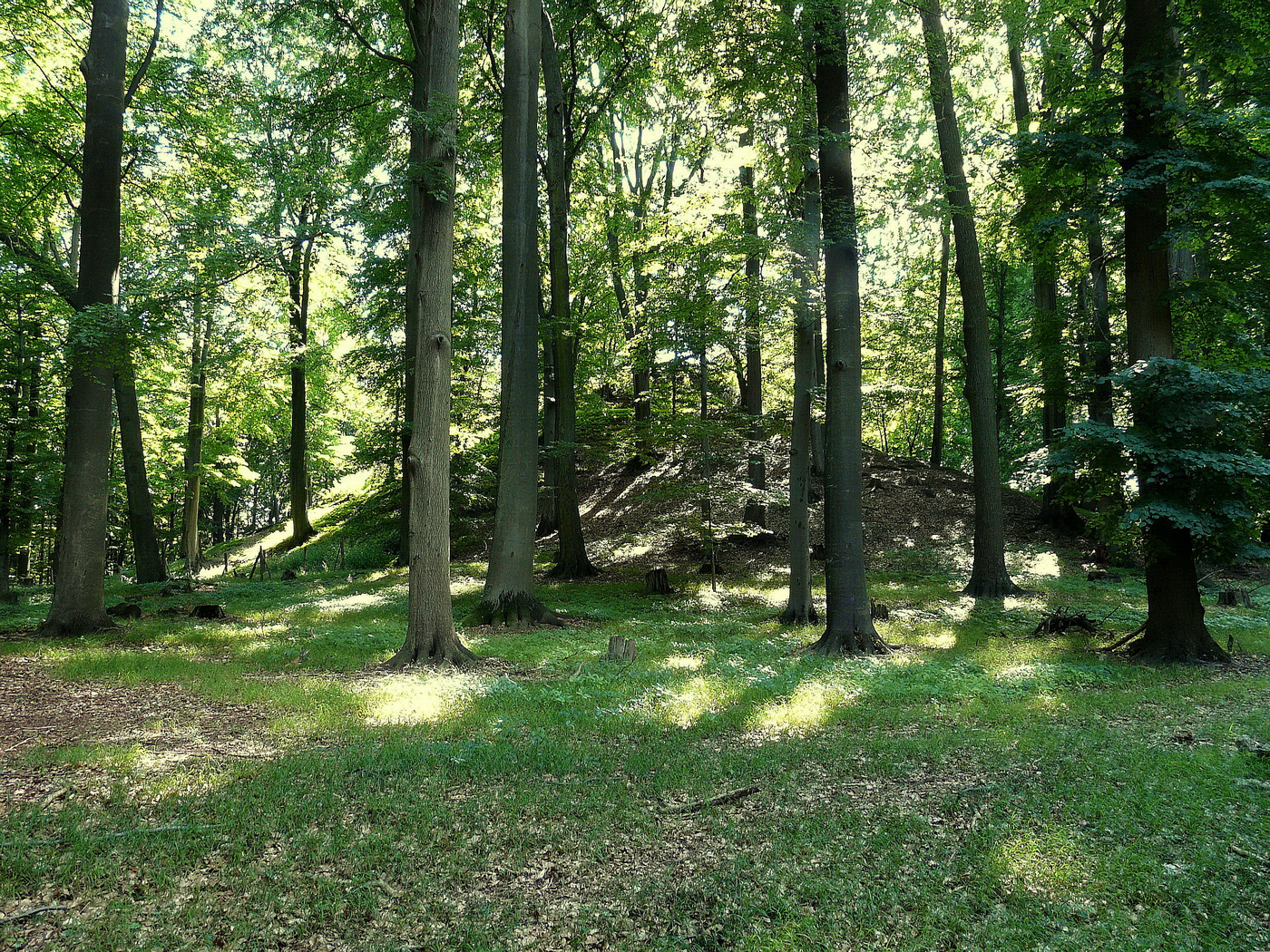
Jižní vrchol Radechova
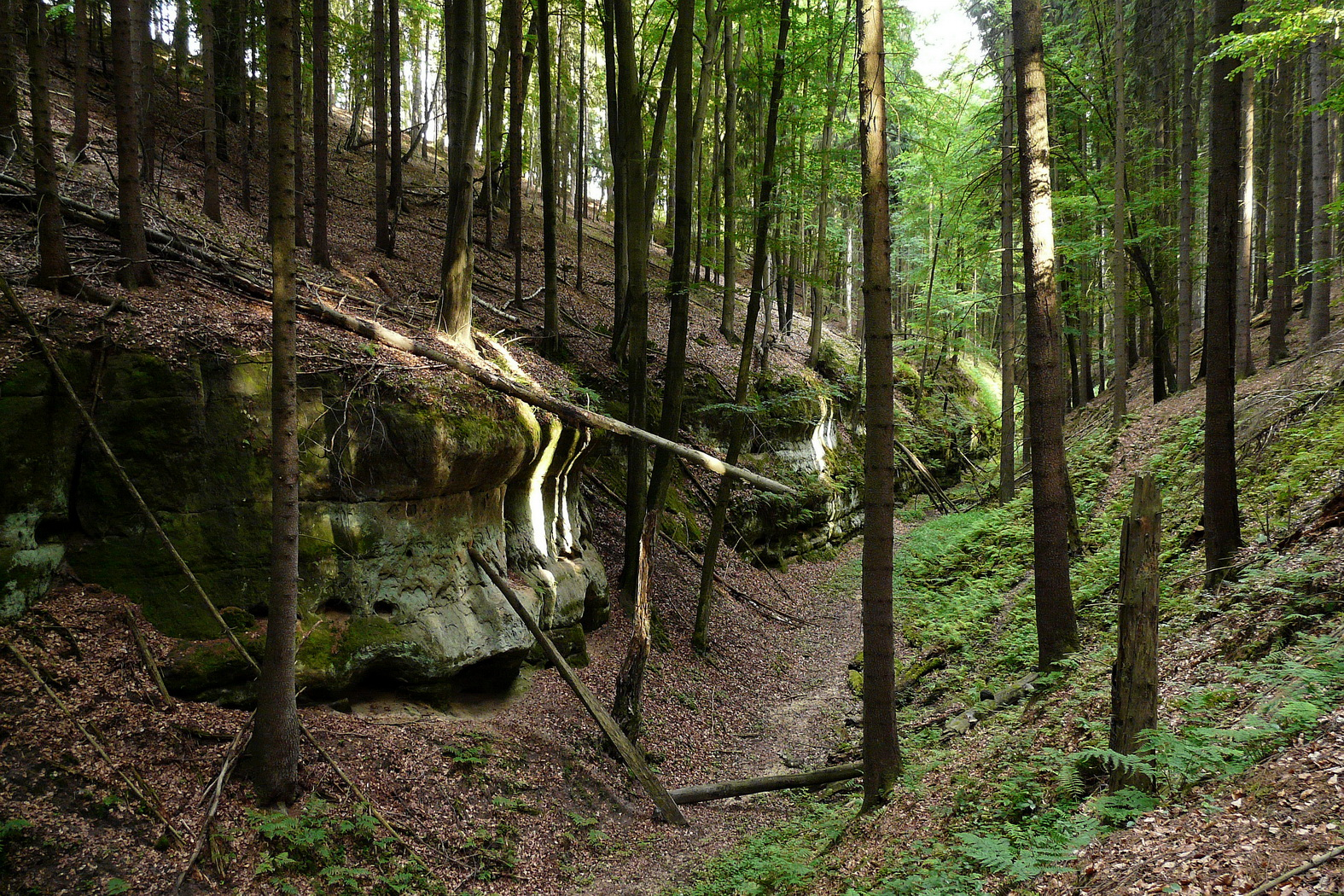
Bukovské ochozy pod Orlím
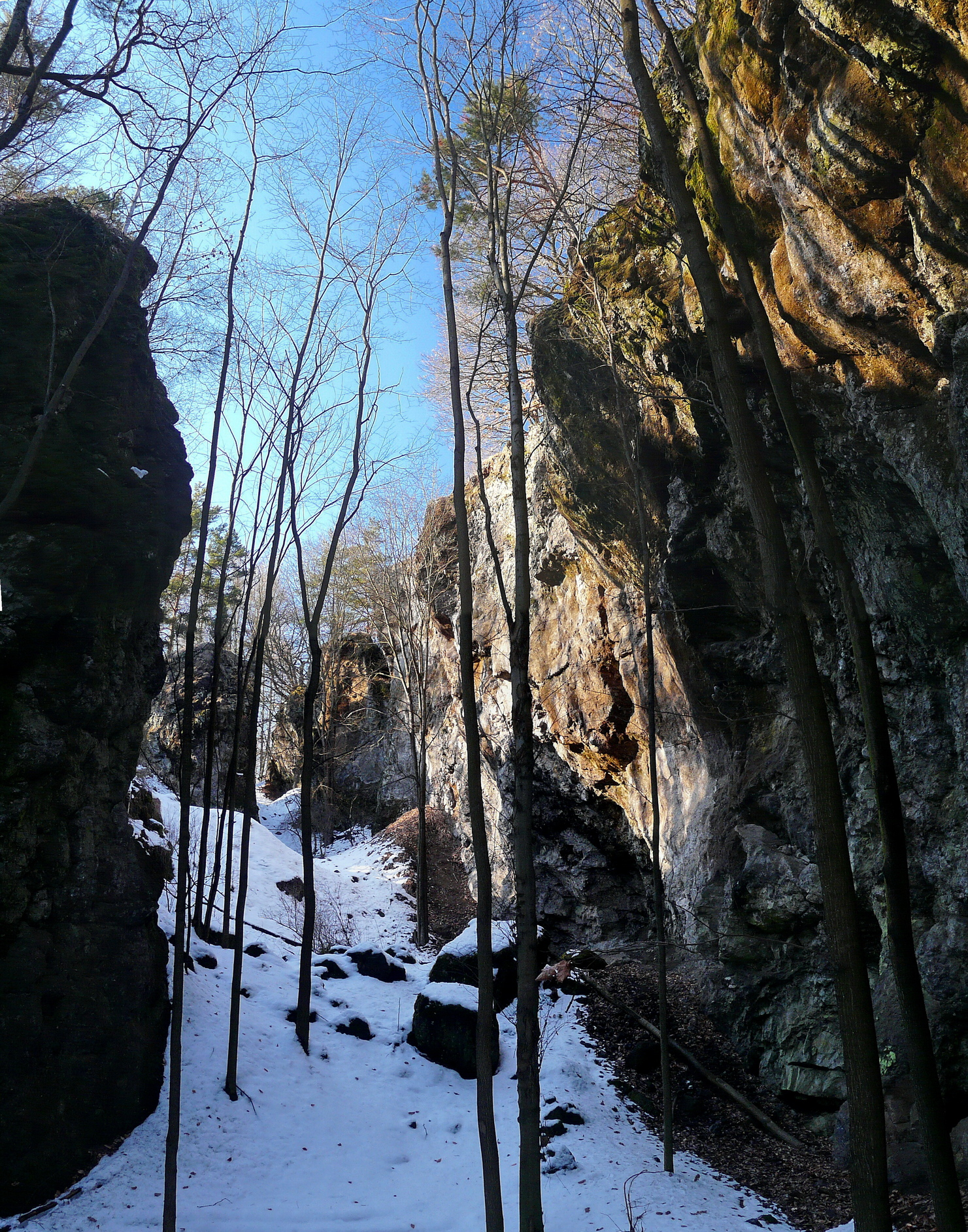
Lom čediče na Lysé hoře
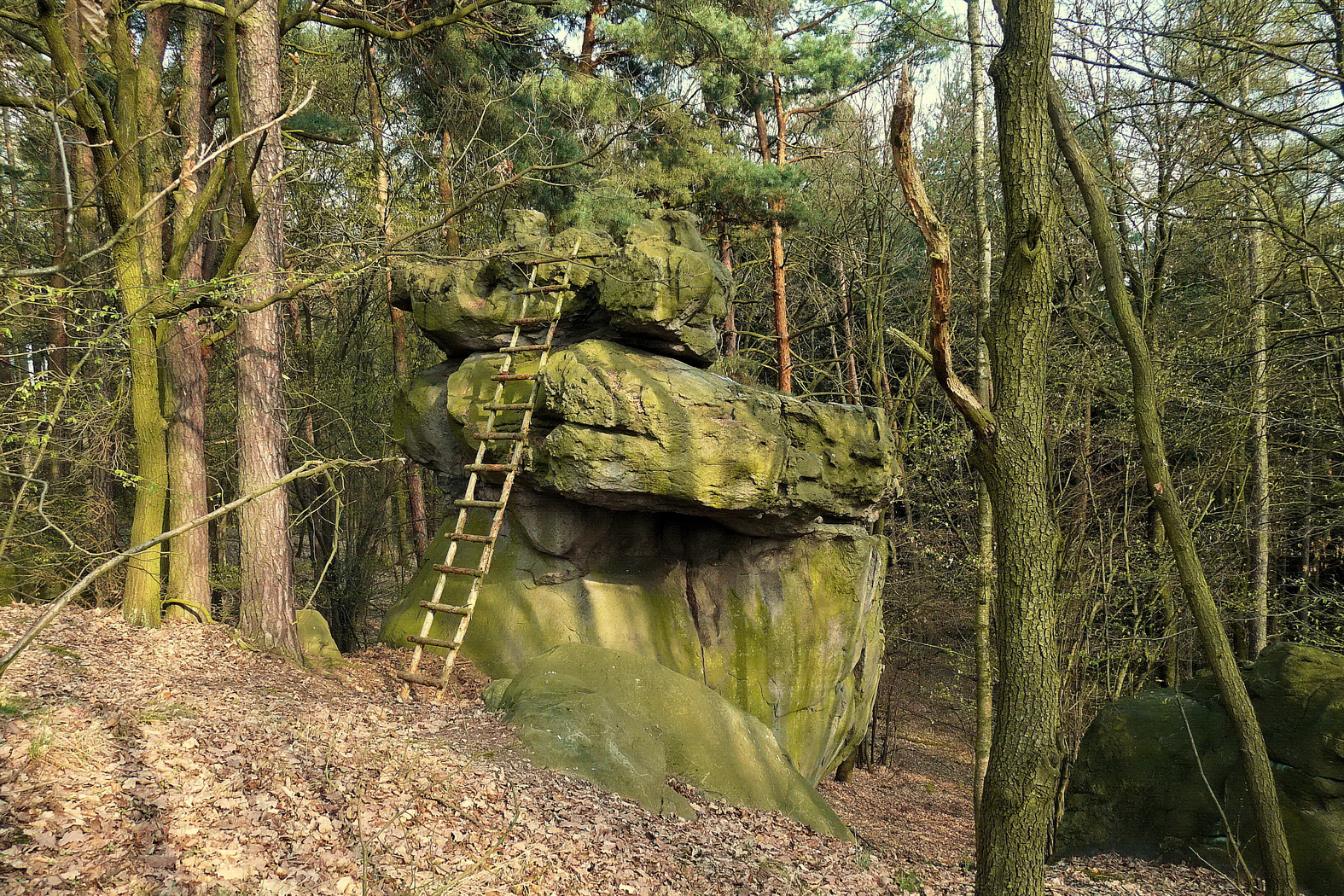
Skalní věž na Bezvelu